# Reiner Schürmann
Reiner Schürmann (* 4. Februar 1941 in Amsterdam; † 20. August 1993 in New York City) war ein deutscher Philosoph. Er war von 1975 bis zu seinem Tod Professor für Philosophie an der New School for Social Research in New York.

## Leben
Er wurde als Sohn deutscher Eltern 1941 in Amsterdam geboren. Seine Kindheit und Jugend verbrachte er in Krefeld. Ab 1960 studierte Schürmann Philosophie in München, dann unterbrach er sein Studium für einen Aufenthalt in einem israelischen Kibbuz. Ende 1961 trat er als Novize in den Dominikanerorden (OP) in Frankreich ein und studierte dort von 1962 bis 1969 Theologie an der Ordenshochschule Le Saulchoir in Étiolles (Département Essonne) bei Paris, unterbrochen durch einen Studienaufenthalt in Freiburg i. Br. bei Martin Heidegger. 1970 wurde er zum (Ordens-)Priester geweiht, verließ den Dominikanerorden 1975 jedoch wieder.
Seit den frühen siebziger Jahren lebte Schürmann in den Vereinigten Staaten, wo er zuerst an der Catholic University of America in Washington, D.C., dann an der Duquesne University in Pittsburgh lehrte. 1975 erfolgte, veranlasst durch Hannah Arendt und Hans Jonas, der Ruf an die New School for Social Research in New York. Von 1977 bis 1984 war er dort Institutsvorstand am Philosophy Department, 1980 bis 1983 zudem gewähltes Mitglied des 'New School Enabling Committee for the reconstruction of the Graduate Faculty'. Zu Beginn der 1990er-Jahre arbeitete Reiner Schürmann eng mit Richard J. Bernstein und Agnes Heller zusammen.
1981 hatte er das Doctorat d’Etat ès Lettres et Sciences Humaines der Sorbonne in Paris erhalten.
Schürmann lebte bis zu dessen Tod zusammen mit dem aus Kanada stammenden abstrakten Maler Louis Comtois (1945–1990). Auch Rainer Schürmann starb in New York, an AIDS, am 20. August 1993.

## Werk
Sein gesamtes philosophisches und literarisches Werk verfasste Schürmann in französischer Sprache. Drei seiner philosophischen Arbeiten verdienen besondere Beachtung und dürfen als seine „Hauptwerke“ bezeichnet werden: die Meister-Eckhart-Monographie Maître Eckhart et la joie errante (1972; Titel der engl. Ausgabe ist Mystic and philosopher), die viel gerühmte Heidegger-Studie Le Principe d’anarchie. Heidegger et la question de l’agir (1982; engl. Heidegger on Being and Acting: From Principles to Anarchy) und schließlich seine monumentale Interpretation der abendländischen Philosophiegeschichte Des hégémonies brisées (1996 posthum publiziert; deutsch Die gebrochenen Hegemonien).
Sein einziges literarisches Werk, die stark autobiographisch gefärbte Erzählung Les Origines (1976; unter dem Titel „Ursprünge“ 2008 auf Deutsch erschienen), wurde 1977 mit dem Prix Broquette-Gonin der Académie française ausgezeichnet.

## Bibliographie
- Maître Eckhart et la joie errante, Paris: Rivages 1972, ISBN 2-7436-1446-3 (Auflage von 2005); engl. Ausgabe: Mystic and Philosopher, Indiana University Press 1978.
- Les Origines, Paris: Fayard 1976, ISBN 2-213-00377-7; Toulouse, Presses universitaires du Mirail 2003; dt. Ausgabe: Ursprünge, Zürich/Berlin: diaphanes 2008, ISBN 978-3-03734-045-5; engl. Ausgabe: Origins, Zürich/Berlin: diaphanes 2016, ISBN 978-3-03734-597-9
- Le Principe d'anarchie. Heidegger et la question de l'agir, Paris: Le Seuil 1982, ISBN 2-02-006249-6; engl. Ausgabe: Heidegger on Being and Acting: From Principles to Anarchy, Indiana University Press 1987.
- Des hégémonies brisées, Mauvezin: Trans Europ Repress, 1996, ISBN 2-905670-38-X; engl. Ausgabe: Broken Hegemonies, Indiana University Press, 2003; dt. Ausgabe: Die gebrochenen Hegemonien, Zürich: diaphanes 2017, ISBN 978-3-03734-570-2.

## Rezeption
Die erst 2008 erschienene deutsche Ausgabe der autobiographischen Erzählung Ursprünge erfuhr positive Resonanz: Für Soraya Levin zeichnet Ursprünge „ein ethisch feinfühliger schmerzvoller und sinnsuchender Umgang mit den dunklen Schatten des Dritten Reiches“ aus. Joseph Hanimann attestiert dem Buch in der F. A. Z. zum einen eine „freche Tonart“, zum anderen „ein Ringen um Sprache, im Bestreben, über den im eigenen Blut pulsierenden Vernichtungswahn hinwegzukommen“. Zusammenfassend spricht Hanimann von „entwaffnende[r] Aufrichtigkeit, die dem einzigen literarischen Text dieses Autors Bestand gibt. Fünf Jahre nach der französischen Neuauflage liest man ihn auch auf Deutsch mit Gewinn, in einer vorzüglichen Übersetzung, die mit Stilverknappung den Situationen alle Schwere austreibt.“
Anlässlich der englischen Ausgabe, die Anfang der 1990er-Jahre in enger Zusammenarbeit des Autors mit der Übersetzerin Elisabeth Preston in Angriff genommen worden war, dann aber nicht zuletzt aufgrund von Schürmanns Tod erst 2016 erscheinen konnte, hieß es: „Candid and frank, filled with fury and caustic sarcasm, Origins offers insight into a generation caught between disappointment and rage, alignment and rebellion, guilt and obsession with the past.“